# Plenodomus fuscomaculans
Plenodomus fuscomaculans är en svampart som först beskrevs av Pier Andrea Saccardo, och fick sitt nu gällande namn av Coons 1916. Plenodomus fuscomaculans ingår i släktet Plenodomus och familjen Leptosphaeriaceae.   Inga underarter finns listade i Catalogue of Life.